# 高坪山
高坪山（たかつぼやま）は、富山県南砺市にある山。標高は1013.9m。五箇山地方のほぼ中心にある。端正な三角形の山容で、旧平村のシンボル的な存在となっていた。
富山県登山連盟の富山の百山の一つ。

## 概要
この山の中腹には茅場があり、相倉集落の合掌造りの屋根に使われている。
地上から端正な三角形に見えよく目立つため、旧平村のシンボル的な山となっている。

## 登山
林道高坪線の登山口から15分で山頂に行ける。また、相倉集落から山頂まで約4kmのバリエーションルートもある。